# Keith Langford
Andre' Keith Langford (Fort Worth, Teksas, 15. rujna 1983.) američki je profesionalni košarkaš. Igra na poziciji bek šutera, a trenutačno je član moskovskog Himkija.

## Karijera
Na sveučilištu Kansas, dvaput je stigao do Final Foura NCAA lige (2002. i 2003.) Prosječno je u svojoj sveučilišnoj karijeru postizao 13.3 poena, uz 32,8% šuta za tricu. Nakon završetka sveučilišta, karijeru je nastavio u razvojnoj D-League u momčadi Fort Worth Flyersa. U njihovom dresu prosječno je postizao 11.5 poena, 3 skoka i 2.4 asistencije. 2006. je igrao u predsezonskom kampu Houston Rocketsa, a karijeru je nastavio u talijanskom drugoligašu Triboldi Basketu. Ondje je odigrao dobru sezonu i prosječno je postizao 19.7 poena, 4.9 skokova i 1.9 asistencija. Sezonu 2007./08. proveo je najprije kao član razvojne D-League momčadi Austin Torosa, kasnije NBA momčadi San Antonio Spursa, pa ponovo Austin Torosa. U dresu Austina je prosječno postizao 23.3 poena, 6.3 skokova i 3.4 asistencije. Karijeru je nastavio u talijanskoj Pallacanestro Bielli, gdje je prosječno bilježio 13.9 poena, 5.4 skokova i 2.7 asistencija. Kao član Denver Nuggetsa sudjelovao je na Ljetnoj ligi u Las Vegasu 2008., prosječno bilježeći 10.2 poena i 1.8 asistencija. Od sezone 2008./09. član je talijanske Virtus Bologne. Najveće priznanje u karijeri dobio je 26. travnja 2009., kada je izabran za najkorisnijeg igrača Final Foura EuroChallengea 2008./09., kada je u finalu Virtus slavio 77-75 protiv francuskog Cholet Basketa. Langford je u finalu zabio 21 poen uz četiri skoka za 20 minuta. Na kraju sezone odlučio je napustiti klub i potpisati dvogodišnji ugovor s ruskim Himkijem. Himki je pristao na odštetni zahtjev talijanskog kluba u visini od 400 tisuća dolara, dok će Langford igrati za plaću od 1,3 milijuna dolara po sezoni.

## Vanjske poveznice
- Profil na NBA.com
- Profil na Eurobasket
- Profil na Basketball-Reference.com